# O Mágico de Oz (série animada)
O Mágico de Oz (em ingles: The Wizard of Oz) é uma série de desenho animado infantil norte-americana produzida pela DiC Entertainment. Estreou na American Broadcasting Company (ABC) em 8 de setembro de 1990. A produção é baseada no filme The Wizard of Oz (1939), mediante a adquirição dos direitos autorais da produção cinematográfica da Turner Entertainment pela DiC. O filme, por sua vez, é inspirado no livro homônimo, escrito por L. Frank Baum e publicado em 1900. Canções do filme foram adaptadas para a série. No Brasil, o programa foi exibido pelo Canal Futura.

## Enredo
Nos Estados Unidos, no estado do Kansas, vive uma menina chamada Dorothy. Ela vive numa fazenda com os seus tios, e possui sapatos de rubi mágicos que permite-lhe viajar até Oz. Mas para isso precisa de repetir a frase "Não há lugar melhor do que Oz".
Dorothy viaja até Oz com o seu cãozinho Totó, para ajudar o povo de Oz a lutar contra as maldades da Bruxa Má do Oeste. A Bruxa roubou o coração do Homem de Lata, a coragem do Leão, o diploma do Espantalho e prendeu o Mágico num balão de ar quente. Ela e os seus amigos, vão ter de procurar o Mágico de Oz e destruir de vez a malvada Bruxa.

## Episódios
- 1. O Resgate da Cidade das Esmeraldas PARTE I
- 2. O Resgate da Cidade das Esmeraldas PARTE II
- 3. Coragem
- 4. A Nova Bola de Cristal
- 5. Não estamos mais em Kansas
- 6. O Leão que Não Rugia Mais
- 7. Tenha Bons Sonhos
- 8. O Sumiço da Estrela
- 9. A Hora da Cidade
- 10. Desastre na Mecânica
- 11. A Cidade de Ponta-Cabeça
- 12. O Dia em que a Música Acabou
- 13. Ar Quente

## Estreia

### No Brasil
A série estreou no Brasil no Canal Futura, em 15 de dezembro de 2003.

### Em Portugal
A série estreou em Portugal na RTP, em 1993. Só, que foi em sua versão original, com legendas em português.